# Hyperpop
L'hyperpop è un microgenere del pop e della musica elettronica.

## Storia

### Origini

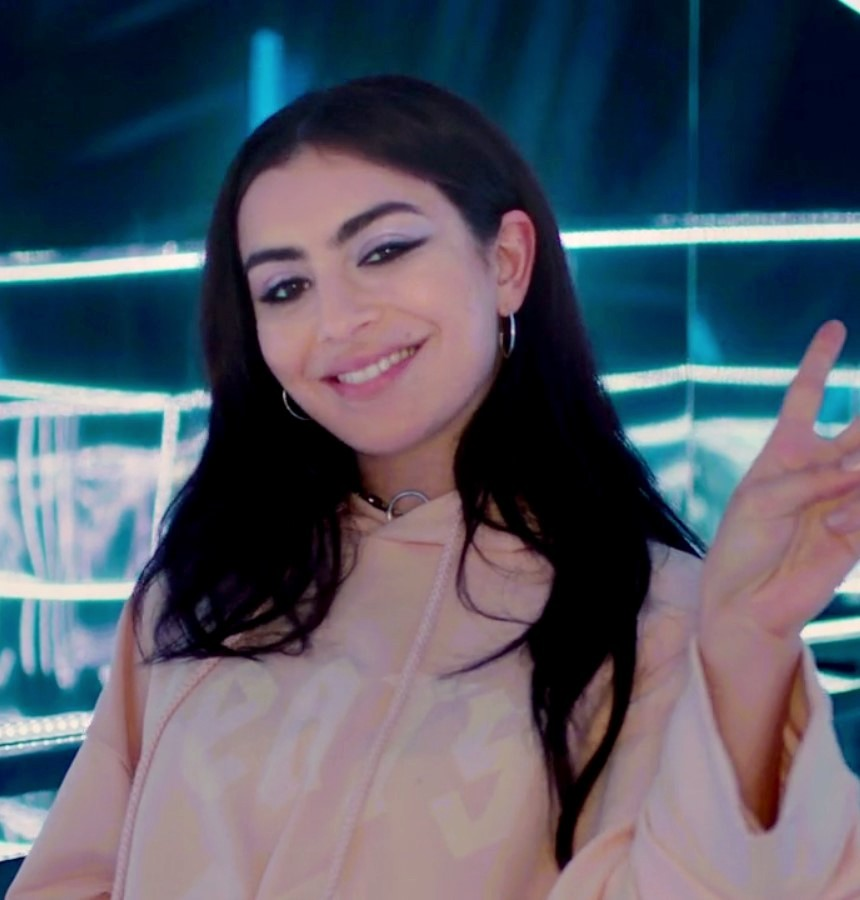
Charli XCX (2018)

Il termine "hyperpop" sembra risalire alla metà degli anni 2010 e coniato nel circuito degli artisti amatoriali "nightcore" che prese piede su SoundCloud. Il data alchemist di Spotify Glenn McDonald asserì di aver letto per la prima volta la parola "hyperpop" nel 2014, quando il termine sarebbe stato usato per identificare i musicisti dell'etichetta britannica PC Music. Inoltre, McDonald sostenne che l'hyperpop fosse divenuto un vero e proprio microgenere nel 2018. Stando alle fonti, la PC Music avrebbe definito alcuni dei caratteri propri dello stile, fra cui "l'esuberanza melodica e le tecniche di produzione in stile cartone animato", e che il suo piglio surreale e stravagante discenderebbe dall'hip hop prodotto lungo la seconda metà degli anni 2010. Eli Enis ritiene che l'hyperpop fosse emerso quando alcuni artisti iniziarono a fondere il sound della PC Music a emo rap, cloud rap, trap, trance, dubstep e chiptune. Vice Media dichiarò che Charli XCX fosse la "regina" dell'hyperpop, e che il suo mixtape Pop 2 (2017), grazie alla produzione outré (sic.) di A. G. Cook, Sophie, umru e EasyFun, avesse portato a definizione il microgenere, il cui compito principale sarebbe quello di "effettuare un lifting sonico, spirituale ed estetico all'età moderna".

### Successo
1000 Gecs dei 100 gecs, uscito nel 2019, accumulò milioni di ascolti sulle piattaforme di streaming e contribuì a consolidare la notorietà dell'hyperpop oltre a "portare (lo stile) alle estreme conseguenze e a risultati accattivanti: ritmi trap da stadio elaborati e distorti che sono in procinto di esplodere, voci emo esagerate ed incredibili cascate di arpeggi." Durante il mese di agosto dello stesso anno, Spotify creò la playlist "Hyperpop", curata da artisti come gli stessi 100 gecs, che contribuì ad aumentare ulteriormente la notorietà del microgenere. Durante il mese di gennaio del 2020, l'hyperpop godette ebbe un'impennata di notorietà grazie ad applicazioni e reti sociali come TikTok e Twitter. Diversi album hyperpop come How I'm Feeling Now di Charli XCX, Sawayama di Rina Sawayama e Apple di A.G. Cook apparvero nelle classifiche di fine anno. Nel 2021, The Atlantic inserì Kismet di XIX e BFF di Slayyyter fra le "tracce di riferimento" dell'hyperpop.

## Caratteristiche
Benché identifichi artisti talvolta molto diversi fra loro, l'hyperpop si caratterizza principalmente per la sua visione massimalista, surrealista, nostalgica e parodistica della musica di consumo. Gli artisti hyperpop conciliano la sensibilità del pop con quella della musica d'avanguardia, facendo uso di melodie per sintetizzatore aggressive e che cambiano continuamente tonalità, suoni percussivi metallici, voci processate elettronicamente che intonano motivi orecchiabili, e abusando di compressioni e distorsioni sonore. Nonostante le sonorità in qualche modo vivaci del genere, le liriche dei brani hyperpop sono spesso cupe e riflettono un senso di angoscia. Mark Ritchardson del Wall Street Journal dichiarò che l'hyperpop intensificherebbe i tropi "artificiali" della musica popolare, apparendo come "un muro di rumore cartoonesco fatto di melodie orecchiabili e di, così detti, attacchi memorabili. La musica sfreccia tra bellezza e bruttezza, mentre melodie luccicanti collidono con una strumentazione in continuo mutamento." Scrivendo per American Songwriter, Joe Vitagliano dichiarò che l'hyperpop è un "genere eccitante, ampolloso e iconoclasta (questo ammesso che si possa definire 'genere')" fatto di "sintetizzatori saw, voci trattate, percussioni di stampo glitch e una caratteristica atmosfera distopica da tardo capitalismo. Gli artisti (di hyperpop) spesso vacillano tra le classifiche pop e il mondo dell'avanguardia." La sopracitata Enis ritenne che l'hyperpop fosse "meno radicato nella genetica di un genere nella sua interezza di quanto non sia un ethos di un genere trascendente nel suo complesso, questo pur operando nell'ambito della musica pop." The Independent definì l'hyperpop un "genere i cui gli artisti hanno la tendenza a riabilitare stili ormai passati di moda da tempo e che cercano costantemente ciò che è o non è 'cool' o 'artistico'".

## Influenze
L'hyperpop fonde moltissimi stili di musica pop, dance, hip hop contemporaneo ed elettronica come bubblegum pop, trance, eurohouse, emo rap, nu metal, lo-fi cloud rap e J e K-pop. The Atlantic sostenne che "il modo in cui il genere "fa vorticare a gran velocità i generi musicali da classifica del presente e del passato: si passa dalle percussioni di un brano di Janet Jackson, uno stridio di un sintetizzatore dei Depeche Mode, al suono energico di un jingle onnipresente." Lo stesso articolo dichiara che il microgenere concede spazio alla "cattiveria del punk, alla vanagloria dell'hip hop e al rumore del metal".
Fra le influenze non musicali da cui attinge si possono invece citare certe tendenze artistiche surreali diffuse nella cultura di Internet degli anni 2000 e l'era del web dinamico, così come il contesto queer ed LGBT (molti esponenti della corrente si dichiarano infatti gender fluid, gay o transgender).

### Artisti

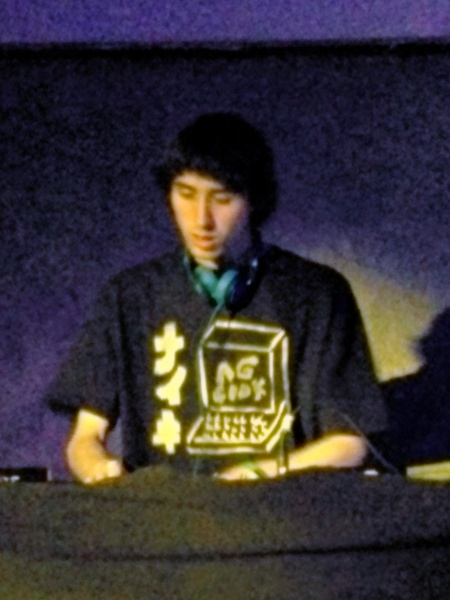
A. G. Cook, fondatore della PC Music e ispiratore dell'hyperpop (2015)

Fra gli esponenti della corrente si possono citare il fondatore della PC Music A.G. Cook (considerato da Lizzy Szabo, editor della playlist Spotify Hyperpop, il "padrino" della stilistica) e suoi collaboratori come Charli XCX e Sophie. Variety e il New York Times sostennero che quest'ultima sia la pioniera dello stile. Altri artisti associati al termine includono 100 gecs, Ayesha Erotica, Sophie, Slayyyter e Dorian Electra. In America Latina, l'hyperpop conta la presenza di PUTOCHINOMARICÓN, Rakky Ripper, eurosanto, Autotune Angel, CyberKills e Pabllo Vittar.
Per quanto riguarda la scena italiana emergente, il genere si sta imponendo lentamente nel mainstream tramite un'organizzazione in collettivi degli artisti; molti artisti sono quelli che ruotano attorno alla compilation (DANZƏ) con alcuni esponenti che sono anche stati lanciati dai Pop X con la loro partecipazione al disco remix dell'album Enter Sandwich e l'apertura dei concerti del Pest of tour. 
Will Pritchard del quotidiano The Independent ritiene che tale stile sia stato anticipato da esponenti "anomali" del new rave come i Test Icicles, e che abbia molti elementi in comune con artisti contemporanei a quelli della PC Music come Rustie e Hudson Mohawke.